# Thomas J. Drake
Thomas Jefferson Drake (* 18. April 1799 in Scipio, Cayuga County, New York; † 20. April 1875 in Pontiac, Michigan) war ein US-amerikanischer Politiker. Zwischen Februar 1841 und Januar 1842 war er kommissarischer Vizegouverneur des Bundesstaates Michigan.

## Werdegang
Über die Jugend und Schulausbildung von Thomas Drake ist nichts überliefert. Er muss aber Jura studiert haben, weil er später als Richter amtierte. Im Jahr 1822 kam er nach Pontiac im Michigan-Territorium, wo er eine politische Laufbahn einschlug. Zwischen 1828 und 1831 gehörte er dem territorialen Regierungsrat an; im Jahr 1834 wurde er Mitglied des Territorialsenats. Um diese Zeit schloss er sich der damals gegründeten Whig Party an. Im Dezember 1839 nahm er als Delegierter an deren Bundesparteitag in Harrisburg teil. Bei den Präsidentschaftswahlen des Jahres 1840 war er einer der Wahlmänner, die William Henry Harrison offiziell zum Präsidenten wählten. Von 1839 bis 1841 saß er im Senat von Michigan, dessen President Pro Tempore er 1841 war.
Nach dem Rücktritt von Gouverneur William Woodbridge rückte dessen Vizegouverneur James Wright Gordon in das höchste Staatsamt auf. Entsprechend der Staatsverfassung wurde der President Pro Tempore des Staatssenats, also Thomas Drake, kommissarischer Vizegouverneur. Dieses Amt bekleidete er zwischen dem 23. Februar 1841 und dem 3. Januar 1842. Dabei war er Stellvertreter des Gouverneurs und offizieller Vorsitzender des Staatssenats. Danach kandidierte er erfolglos für einen Sitz im US-Repräsentantenhaus.
Nach der Auflösung der Whigs schloss sich Drake der 1854 gegründeten Republikanischen Partei an. Im Juni 1856 war er Delegierter zur ersten Republican National Convention in Philadelphia, auf der John C. Frémont als Präsidentschaftskandidat nominiert wurde. Bei den Präsidentschaftswahlen dieses Jahres war er offizieller Wahlmann für Frémont, der aber dem Demokraten James Buchanan unterlag. Zwischen 1862 und 1869 fungierte Drake als Richter am Supreme Court im Utah-Territorium. Er starb am 20. April 1875 in Pontiac, wo er auch beigesetzt wurde.